# Oglinda de argint

Oglinda de argint reprezintă argintul metalic depus pe pereții vasului în care are loc o reacție redox unde pe post de agent de oxidare este folosit reactivul Tollens. 
În urma reacției, ionul de argint eliberat din reactivul de oxidare se reduce la argint metalic.